# Panique bancaire

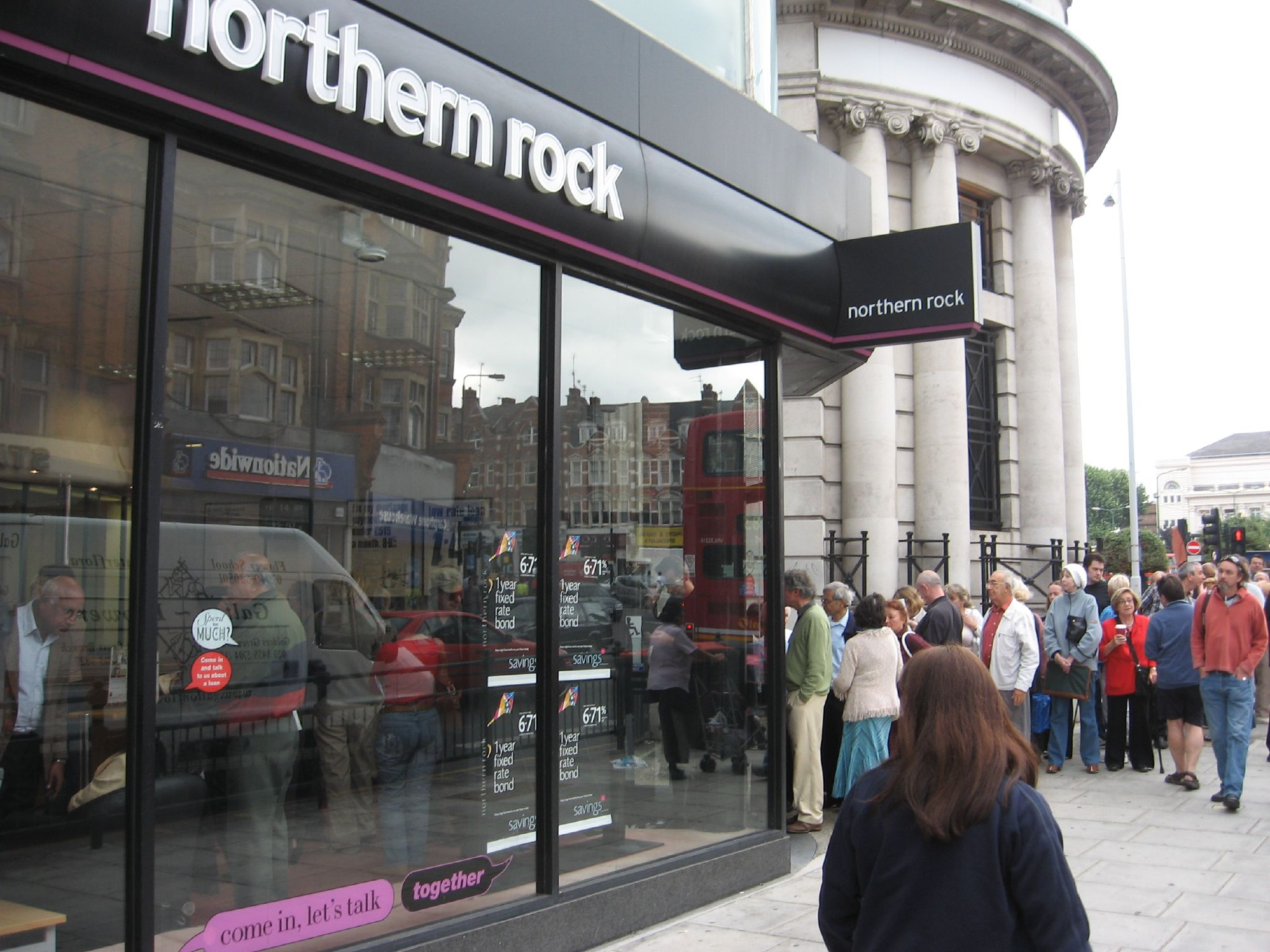
Ruée bancaire à la Northern Rock le 14 septembre 2007

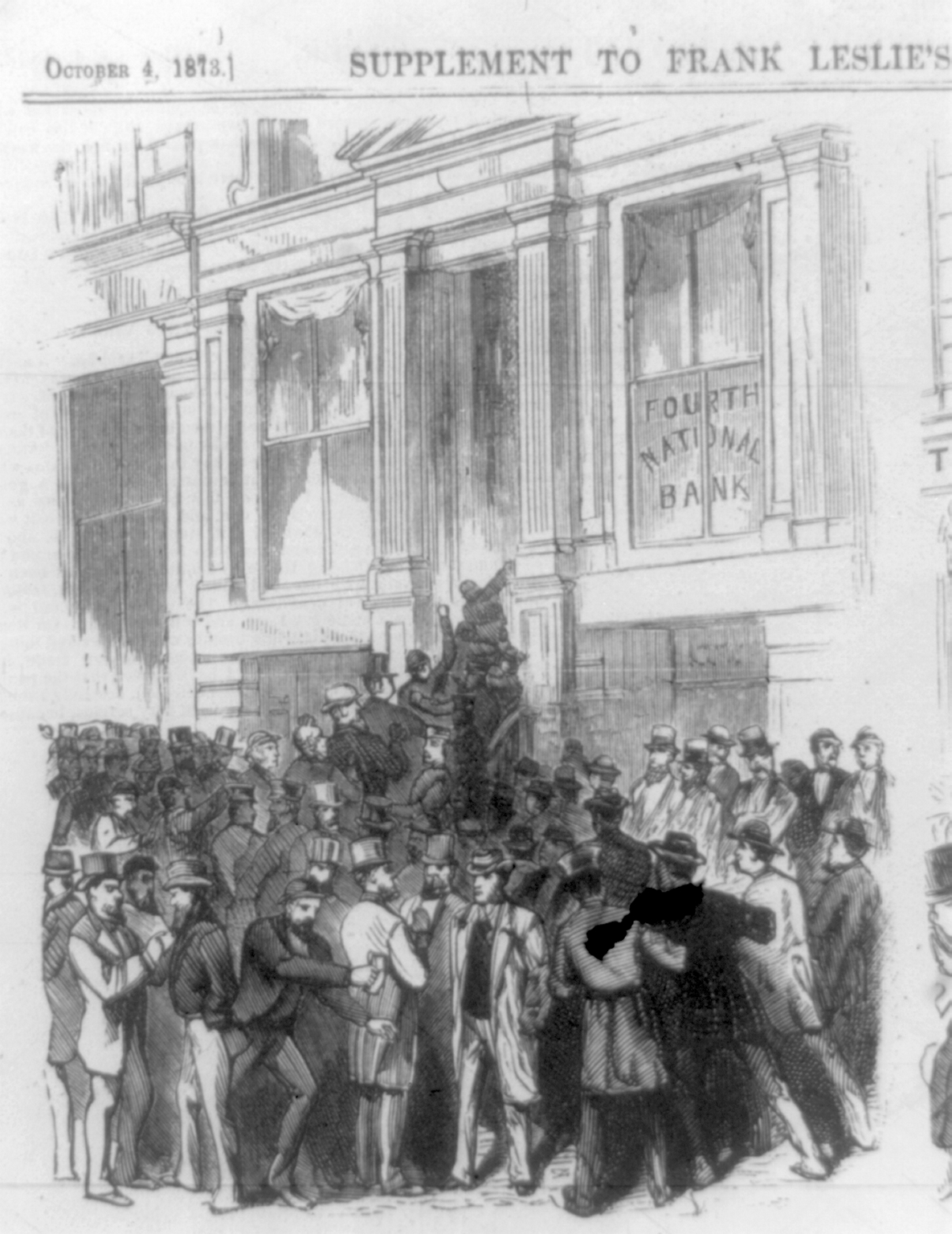
Panique bancaire à la Fourth National Bank, au 20 Nassau Street, New York, 1873. Image tirée du Frank Leslie's Illustrated Newspaper, 4 octobre 1873.

Une ruée bancaire, panique bancaire ou course aux guichets (en anglais : bank run, deposit run, deposit run-off)), est un phénomène, souvent auto-réalisateur, dans lequel un grand nombre de clients d'une banque craignent qu'elle ne devienne insolvable et en retirent leurs dépôts le plus vite possible. Quand ce phénomène se déroule dans un temps long et sans panique, on parle de « bank jog » (panique bancaire larvée).
Si elle n'a pas auparavant pris la précaution d'avoir des réserves pour faire face à ces multiples demandes de retrait (le nombre de personnes s'accroît d'heure en heure par mimétisme) et en l'absence de soutien, la banque court le risque de devenir effectivement insolvable. Ceci met en jeu le mécanisme cardinal en finance d'une prophétie auto-réalisatrice.
En France, les risques de crise financière sont limités par le fonds de garantie des dépôts qui permet aux clients des banques d'être protégés et remboursés jusqu'à hauteur de 100 000 euros, un mécanisme qui a rassuré lors des difficultés de l'automne 2008.
« Les banques et les déposants font face à des problèmes de coordination de leurs comportements qui peuvent être liés soit à des asymétries d'information et à des aléas de moralités inhérents à la décentralisation des décisions, soit à des caractéristiques structurelles et réglementaires, qui expliquent que le système bancaire est vulnérable aux ruées des déposants. »
Lorsque cette « course » des épargnants concerne une grande proportion des banques et que la banque centrale ne parvient pas à fournir des liquidités assez rapidement aux banques privées, le phénomène peut évoluer vers une crise financière.

## Historique
La première panique a lieu en 1797 au Royaume-Uni. En pleines guerres napoléoniennes, des rumeurs d'invasion poussent les particuliers à vider leurs comptes et retirer leurs espèces. La Banque d'Angleterre doit suspendre ses opérations pour ne pas risquer l'insolvabilité ce qui aggrave la panique et l'étend à tout le pays, plusieurs banques font faillite. Pour mettre fin au manque de liquidités, la Banque d’Angleterre suspend la convertibilité de ses billets en or (Restriction Act).
D'autres épisodes de panique bancaire sont restés célèbres, en 1907 lors de la « panique des banquiers », pendant la Grande Dépression aux États-Unis, en 1998 lors de la crise économique argentine, en septembre 2007 lors de la crise des subprimes quand un mini-phénomène de ruée bancaire touche l'institution britannique de crédit hypothécaire Northern Rock, en juillet 2008 avec la faillite de la banque IndyMac et la ruée des déposants vers ses guichets.

### La tentative de panique bancaire volontaire
Au début du mois de décembre 2010, un appel est lancé sur Internet, entre autres par le biais de Facebook, à retirer son argent des banques.